# Акурана (підрозділ окружного секретаріату)
Підрозділ окружного секретаріату Акурана — підрозділ окружного секретаріату округу Канді, Центральна провінція, Шрі-Ланка. Складається з 35 Грама Ніладхарі.